# Кукуруза Павло
Павло́ Кукуру́за (4 березня 1896, Нова Ушиця, нині Хмельницької області — 14 лютого 1978, Міннеаполіс, США) — український видавець, редактор, педагог.

## Життєпис
Павло Кукуруза народився 4 березня 1896 року в Новій Ушиці в родині відомого подільського пасічника. 1917 року закінчив Переяславську гімназію. 1918 року вступив до новоствореного Кам'янець-Подільського державного українського університету.
Навчався і одночасно працював у видавництві Подільського губернського земства. Він організував читальню товариства «Просвіта» та аматорський драматичний гурток в Ушиці. На цей період припадають і перші кроки Кукурузи у видавничій справі. 1918 року в рідному місті видав власним коштом книжку Степана Руданського «Лірика, співомовки та байки» накладом 5 тисяч примірників. Увесь тираж він привіз до Кам'янця-Подільського на продаж. Голова губернського земства та комісар освіти Віктор Приходько, захоплений сміливим вчинком студента, відкупив у нього книги. Заохочений успіхом, Кукуруза здав до друку нові книги, однак не встиг їх видати: у листопаді 1919 року Кам'янцем-Подільським остаточно оволоділи більшовики.
Не сприйнявши більшовицької революції, Павло Кукуруза емігрував спочатку до Варшави, а згодом до Ужгорода. В 1922 році відкрив тут власне видавництво. У вільний від робити час займався бджільництвом, організувавши в Ужгороді товариство «Рій», а при ньому пасіку, яка згодом виросла до 100 сімей і стала показовою. На пасіці діяли практичні курси бджільництва, які за 1925—1926 роки відвідали 800 слухачів.
Упродовж 1923—1926 років за його сприяння видавалися часопис «Підкарпатське пчолярство», місячник «Пчолярство» та підручники для пасічників. Крім того Павло Кукуруза працював у редакції популярного молодіжного журналу «Пчілка». Протягом міжвоєнного періоду брав участь в багатьох, культурницьких заходах, що проводилися товариством «Просвіта».
Докладав чимало зусиль для редагування методично-педагогічної літератури. Редагував «Літературний листок», що виходив як додаток до газети «Свобода», альманахи та календарі «Просвіти», видав власні праці з природознавства, географії та рослинництва. За його участі упродовж 1923—1938 років видано близько 80 книжок. До того ж Павло Кукуруза був постійним членом керівництва просвітянської бібліотеки та видавництва в Ужгороді. Після Віденського арбітражу,2 листопада 1938 року, брав участь в евакуації українських бібліотек та архіву Крайового уряду з Ужгорода до Хуста. В 1939 році був призначений Августином Волошином на посаду державного бібліотекаря й керівника Архіву Карпатської України.
Павло Кукуруза був заарештований угорською владою у березні 1939 року, за участь в національно-визвольних змаганнях закарпатських українців та висланий з території краю. Виїхавши до Чехії, потрапив до рук німеців, які відправили його на примусові роботи поблизу Берліна. Упродовж 1941—1943 років Павло Кукуруза працював технічним редактором в культурно-науковому видавництві Українського національного об'єднання, що знаходилося в Празі. Тут його знову заарештували і вислали до концентраційного табору в Терезієнштадті (1943—1945). Після звільнення переїхав до Мюнхена, де продовжив займатися видавничою справою в Українському технічно-господарському інституті у 1945—1949 роки. У 1949 році емігрував до США і оселився в місті Міннеаполіс штату Міннесота. Похований на українському кладовищі св. Андрія в Бавнд Бруці штату Нью Джерсі.